# گابریل ایزلر
گابریل ایزلر (انگلیسی: Gabriela Isler؛ زادهٔ ۲۱ مارس ۱۹۸۸) یک مانکن اهل ونزوئلا است. گابریل برنده دوشیزه جهان ۲۰۱۳ هم هست او همچنین هفتمین ونزوئلایی بود که برنده شده است.